# Ся Фа
Фа (спрощ.: 發; кит. трад.: 發; піньїнь: Fā) — шістадцятий правитель держави Ся, наступник свого батька Ся Ґао. Інше ім'я — Хоуцінь.

## Загальні відомості
Місце народження невідоме. Його батько, Ся Ґао, був попереднім володарем країни. Ім'я та походження матері невідомі.
Згідно Бамбуковим анналам, до його правління належить перший зафіксований землетрус, що відомий історіографії як землетрус на горі Тай. Відповідно до Бамбукових анналів, він стався в сучасній провінції Шаньдун і датований 1831 роком до н. е.
Син і спадкоємець трону — Цзє-ван.